# Montbrayita
La montbrayita és un mineral de la classe dels sulfurs. Rep el nom de Montbray al Canadà, on es troba la seva localitat tipus.

## Característiques
La montbrayita és un sulfur de fórmula química (Au,Ag,Sb,Bi,Pb)23(Te,Sb,Bi,Pb)38. Cristal·litza en el sistema triclínic. La seva duresa a l'escala de Mohs és 2,5.
Segons la classificació de Nickel-Strunz, la montbrayita pertany a «02.DB: Sulfurs metàl·lics, M:S = 2:3» juntament amb els següents minerals: antimonselita, bismutinita, guanajuatita, metastibnita, pääkkönenita, estibina, ottemannita, suredaïta, bowieïta, kashinita, edgarita, tarkianita i cameronita.

## Formació i jaciments
Va ser descoberta a la mina Robb-Montbray, a la localitat de Rouyn-Noranda (TE), a Abitibi-Témiscamingue (Quebec, Canadà). Tot i tractar-se d'una espècie no gaire habitual ha estat descrita en tots els continents del planeta a excepció de l'Àfrica i l'Antàrtida.